# Toriaion
Toriaion est une petite ville antique de Phrygie Paroréios.
Il s’agit probablement à l’origine d’une colonie militaire séleucide. Après la paix d'Apamée, le roi de Pergame Eumène II lui envoie des lettres où il lui accorde le droit de se doter des institutions d’une cité grecque (constitution, lois particulières, gymnase) ce qui constitue un exemple rare de promotion d’une colonie militaire à ce rang dans le monde hellénistique. Les raisons en sont que les Toriaïtes se sont ralliés à Eumène avant la bataille de Magnésie.
À l’époque romaine, la ville a le statut de colonie. À l’époque byzantine, il semble d’après le Synecdemus qu’elle a pris le nom de Komistaraos (grec ancien : κώμης Τοριαίου).
Son site se trouve près de Kozağacı, à 5 km au sud de Kızılcadağ et à 32 km au nord d’Elmalı, en Anatolie.